# Lois de Kepler
Pour les articles homonymes, voir Kepler.

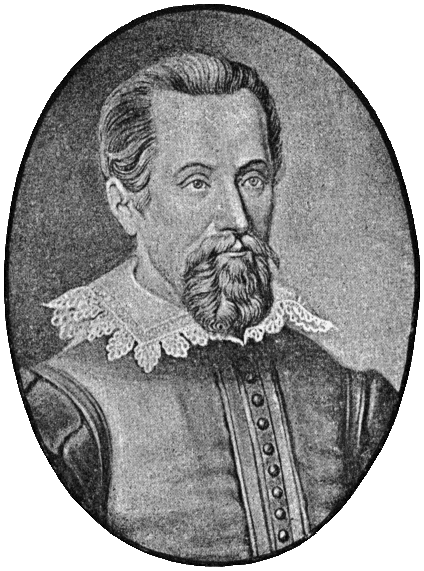
Johannes Kepler.

En astronomie, les lois de Kepler décrivent les propriétés principales du mouvement des planètes autour du Soleil. Par analogie, on nomme également lois de Kepler des lois analogues lorsqu'on peut décrire un mouvement en le ramenant à un problème à deux corps, comme dans le cas du mouvement des satellites autour d'une planète par exemple.
Ces lois portent le nom de l'astronome Johannes Kepler, qui les a établies de manière empirique à partir des observations et mesures de la position des planètes. Les deux premières ont été publiées en 1609 dans Astronomia nova, puis la troisième en 1619 dans Harmonices Mundi.
Suite à l'énoncé des lois de la gravitation par Isaac Newton, on a pu prouver que ces lois peuvent être comprises comme de simples conséquences de celles de Newton.

## Contexte historique
En 1609, Kepler publie ses deux premières lois dans Astronomia nova, puis la troisième en 1619 dans Harmonices Mundi. Les orbites elliptiques, telles qu'énoncées dans ses deux premières lois, permettent d'expliquer la complexité du mouvement apparent des planètes dans le ciel sans recourir aux épicycles, excentriques et autres équants (ou substituts de celui-ci) des modèles copernicien et ptoléméen.
Johannes Kepler découvre ses lois grâce à un travail d'analyse considérable des observations astronomiques établies par Tycho Brahe, qui sont bien plus précises que celles déjà connues. Il s'appuie en particulier sur les positions de Mars, dont il étudie le mouvement dès 1600. Il est persuadé que le Soleil est, d'une façon ou d'une autre, le « véritable » centre du système solaire (pour les planètes extérieures comme Mars, Copernic utilise un point fictif voisin du Soleil comme centre d'un cercle sur lequel tourne à vitesse uniforme le centre d'un petit épicycle portant la planète). Guidé par cette conviction et après de longs errements, il finit par découvrir que le mouvement des planètes est elliptique, avec le Soleil placé en un foyer de l'ellipse. Ses résultats et la façon dont il y est parvenu sont consignés dans son ouvrage majeur, Astronomia nova, paru en 1609, mais de fait terminé fin 1605.
En 1687, Isaac Newton découvre la loi de la gravitation qui lui permet d'expliquer les trois lois de Kepler en s'appuyant sur les travaux de Galilée, Kepler et Huygens.
Voltaire, dans ses Éléments de la philosophie de Newton de 1738, a été le premier à appeler « lois » celles de Kepler. Lalande, dans son Abrégé d'astronomie de 1774, semble avoir été le premier à énumérer et numéroter les trois lois de Kepler dans l'ordre selon lequel elles sont habituellement données aujourd'hui.

## Énoncé des trois lois de Kepler

### Première loi – Loi des orbites

Schéma d'une orbite elliptique, l'excentricité étant très exagérée vis-à-vis de celles des planètes du système solaire.

La première loi de Kepler est dite « loi des orbites » ou « loi des ellipses »,.

Les planètes du système solaire décrivent des trajectoires elliptiques, dont le Soleil occupe l'un des foyers. 

Plus généralement, les objets célestes gravitant autour du Soleil décrivent des trajectoires qui sont des coniques dont le Soleil est un foyer. Dans le cas des comètes, on peut en effet avoir aussi des trajectoires non-fermées, paraboliques ou hyperboliques.
Dans le référentiel héliocentrique, le Soleil occupe toujours l'un des deux foyers de la trajectoire elliptique des planètes qui gravitent autour de lui. À strictement parler, c'est le centre de masse qui occupe ce foyer ; la plus grande différence est atteinte avec Jupiter qui, du fait de sa masse importante, décale ce centre de masse de 743 075 km ; soit 1,07 rayons solaires — des déplacements plus importants peuvent être obtenus en cumulant les effets des planètes sur leur orbite.
Les ellipses que décrivent les centres de gravité des planètes sont quasi circulaires, ayant une faible ou très faible excentricité orbitale, les plus élevées étant celles de Mercure (~0,2), suivie de celle de Mars (~0,09). C'est cette dernière que Kepler a utilisée pour sa découverte de la première loi, et il est aidé en cela par la faiblesse de l'excentricité de l'orbite de la Terre (~0,017) relativement à celle de Mars. Les foyers sont eux bien distincts du centre de l'ellipse.

### Deuxième loi – Loi des aires

Loi des aires : chaque intervalle correspond à 5 % de la période.

La deuxième loi de Kepler est dite « loi des aires »,,.

Des aires égales sont balayées dans des temps égaux.

Si {\displaystyle S} est le Soleil et {\displaystyle M} une position quelconque d'une planète, l'aire (de la surface) balayée par le segment {\displaystyle [SM]} entre deux positions {\displaystyle C} et {\displaystyle D} est égale à l'aire balayée par ce segment entre deux positions {\displaystyle E} et {\displaystyle F} si la durée qui sépare les positions {\displaystyle C} et {\displaystyle D} est égale à la durée qui sépare les positions {\displaystyle E} et {\displaystyle F}. La vitesse d'une planète devient donc plus grande lorsque la planète se rapproche du Soleil. Elle est maximale au voisinage du rayon le plus court (périhélie), et minimale au voisinage du rayon le plus grand (aphélie).
De cette deuxième loi, on déduit que la force exercée sur la planète est constamment dirigée vers le Soleil. Kepler écrira à un collègue : « Une chose est certaine : du Soleil émane une force qui saisit la planète ».[réf. nécessaire]
De la loi des aires découle directement l'équation de Kepler qui permet de trouver l'aire parcourue en fonction de la position exacte d'une planète.
En effet la deuxième loi de Kepler implique que la planète accélère en approchant du Soleil et décélère en s'éloignant du Soleil. La vitesse n'est donc pas constante mais seulement la vitesse aréolaire (la planète balaie des aires égales en des intervalles de temps égaux) . C'est pourquoi à {\displaystyle {\frac {T}{4}}} la planète n'a pas parcouru un angle de 90° mais a balayé une aire de {\displaystyle {\frac {\text{Aire Totale}}{4}}}.
L'équation est de la forme {\displaystyle M=E-e\sin(E)}. Avec {\displaystyle M} l'aire parcourue (connue sous le nom d'anomalie moyenne), {\displaystyle e} l’excentricité et {\displaystyle E} l'angle au centre de l'ellipse.
Comme l'équation de Kepler est non linéaire (en {\displaystyle E}), le problème inverse qui revient à trouver l'angle de la planète en fonction de l'aire (et donc du temps), ne possède pas de résolution simple. Mais il existe une solution exacte sous forme de séries (sommes infinies) ainsi que des approximations {\displaystyle E_{n}} obtenues par la méthode de Newton. En partant, par exemple, de {\displaystyle E_{0}=M} on a :

### Troisième loi – Loi des périodes
La troisième loi de Kepler est dite « loi des périodes » ou « loi harmonique »,.

Le carré de la période sidérale {\displaystyle T} d'une planète (temps entre deux passages successifs devant une étoile) est directement proportionnel au cube du demi-grand axe {\displaystyle a} de la trajectoire elliptique de la planète, soit
{\displaystyle {\frac {T^{2}}{a^{3}}}=k}, avec {\displaystyle k} une constante

Les lois de la gravitation universelle énoncées par Isaac Newton permettent de déterminer cette constante en fonction de la constante gravitationnelle {\displaystyle G}, de la masse du Soleil {\displaystyle M_{\odot }} et de la masse de la planète {\displaystyle m} gravitant autour du Soleil selon
soit, avec {\displaystyle M_{\odot }\gg m}
Dans cette approximation, k est indépendante de la planète considérée.
En exprimant les distances en unités astronomiques et les périodes en années, on a alors {\displaystyle k=1}, et la loi s'exprime simplement
De cette troisième loi, appelée aussi « loi harmonique de Kepler » (car elle exprime un invariant à travers tout le système solaire, « donc » une certaine harmonie de celui-ci, le mouvement de toutes les planètes étant unifié en une loi universelle), on déduit qu'il existe un facteur constant entre la force exercée et la masse de la planète considérée, qui est la constante de gravitation universelle, ou constante gravitationnelle.
Cette formule, avec celles de l'ellipse, permet de calculer les différents paramètres d'une trajectoire elliptique à partir de très peu d'informations. En effet, Johann Lambert (1728 - 1777) montra que la connaissance de trois positions datées permettait de retrouver les paramètres du mouvement.

## Forme newtonienne de la troisième loi de Kepler
Isaac Newton comprit le lien entre les lois de la mécanique classique et la troisième loi de Kepler. Il en déduisit la formule suivante :
 plus souvent sous la forme  
où :
- {\displaystyle T} est la période de révolution de l'objet,
- {\displaystyle a} est le demi grand axe de la trajectoire elliptique,
- {\displaystyle G} est la constante de la gravitation universelle,
- {\displaystyle m} est la masse de la planète,
- {\displaystyle M} est la masse de l'étoile.

Dans le cas d'un système étoile/planète, la masse {\displaystyle m} de la planète peut être négligée par rapport à la masse {\displaystyle M} de l'étoile. On obtient alors

## Quand ces lois s'appliquent-elles?

### Mouvement à force centrale
On peut démontrer que la planéité du mouvement, ainsi que la loi des aires, ou deuxième loi de Kepler, sont en fait vérifiées pour tout mouvement où un corps est soumis à une accélération dirigée vers un point fixe central. Les première et troisième lois ne s'appliquent cependant pas à tous ces mouvements à force centrale.

### Problème à deux corps
Un exercice mathématique classique consiste à démontrer qu'on trouve les trois lois de Kepler pour un corps en mouvement à partir du moment où on admet que ce corps est soumis à une accélération inversement proportionnelle au carré de sa distance à un point fixe, et dirigée vers ce point (on parle d'accélération centrale en 1/r²). Puisqu'il s'agit d'un mouvement à force centrale la deuxième loi s'applique, mais pas seulement : pour un même corps placé dans différentes conditions initiales, la première et la troisième loi s'appliquent aussi, avec des coefficients dépendants du problème.
Les lois de Kepler peuvent aussi s'appliquer simplement dans le cas d'un problème à deux corps, même lorsque l'objet central n'a pas une masse prépondérante : dans ce cas, le point central auxquelles se réfèrent les deux premières lois n'est pas le centre du corps le plus massif, mais le centre de masse (ou barycentre) des objets en interaction.

### Cas de la gravitation
En admettant que le Soleil soit infiniment lourd par rapport aux planètes, et en négligeant leurs interactions mutuelles, on constate que les planètes sont soumises aux trois lois, puisqu'il s'agit d'une application simple du mouvement à force centrale en 1/r².
De plus, en combinant le principe fondamental de la dynamique (deuxième loi de Newton) et la loi universelle de la gravitation, on trouve que l'accélération est indépendante de la masse du corps mobile dans le cas d'un mouvement pour lequel la force qui s'applique est la gravité. En conséquence, la constante de la troisième loi est la même pour toutes les planètes, mais aussi pour les autres corps en orbite autour du soleil, s'ils ne sont pas sous l'influence gravitationnelle notable d'un autre corps.
On peut appliquer les lois de Kepler pour tout autre corps en orbite autour d'un objet central prépondérant ; seule la constante de la troisième loi change, selon la masse de cet objet central. C'est le cas, par exemple, de la Lune par rapport à la Terre, ou d'un satellite artificiel en orbite autour de celle-ci, et pour les multiples lunes des planètes du système solaire.

### Cas de la force de Coulomb et modèles atomiques
Comme les lois de Kepler s'appliquent pour toute accélération orbitale se manifestant en 1/r², elles ne sont pas limitées à la gravitation : c'est aussi le cas de la loi de Coulomb en électrostatique.
C'est cette analogie qui a conduit Jean Perrin à proposer le premier modèle planétaire de l'atome, en faisant jouer aux électrons les rôle des planètes et au noyau atomique le rôle du Soleil (le noyau atomique était alors hypothétique mais son existence a été prouvée plus tard par l'expérience de Rutherford). Cette analogie peut conduire à appliquer les lois de Kepler dans ces modèles atomiques de l'atome, c'est pourquoi le modèle de Bohr–Sommerfeld prévoit des orbites elliptiques pour les électrons. La masse d'un électron étant faible comparée à celle du noyau atomique (proche d'un dix-millième de celle d'un nucléon), et constante pour chaque électron, une simplification conduit à trois lois dont l'expression reste très proche de celles de Kepler.
Toutefois les interactions des électrons entre eux ne sont pas du tout négligeables et dans le cas d'un atome polyélectronique il n'y a pas d'argument simple pour se ramener au problème à deux corps. De plus, même si on considère un atome monoélectronique, les électrons sont des particules chargées accélérées et la physique classique prévoit donc qu'ils devraient perdre de l'énergie par rayonnement, selon la loi de Larmor qui découle des équations de Maxwell. C'est pourquoi ces modèles atomiques sont tombés en désuétude : la physique quantique considère aujourd'hui que cette notion d'électrons en orbite elliptique autour des noyaux atomiques n'est qu'une approximation, qui fut autrefois utile pour les chercheurs.

## Découverte de nouveaux corps célestes
Comme on l'a vu, les lois de Kepler se retrouvent comme une conséquence du problème à deux corps. Cependant c'est la conséquence d'une approximation, car les systèmes planétaires se ramènent à des problèmes à N corps. Ce sont donc les écarts à ces lois qui ont permis d'affiner les recherches astronomiques en mettant en évidence des irrégularités de mouvements de corps connus, par une étonnante progression de l'analyse. Ce sont les irrégularités du mouvement d'Uranus qui ont permis la découverte de Neptune par les calculs de Le Verrier en 1846, confirmée ensuite par l'observation de Galle.
Les lois de Kepler sont également utilisées pour la découverte et l'étude des exoplanètes, c'est pourquoi le télescope spatial Kepler a été nommé ainsi en référence aux lois de Kepler. En effet, ce télescope utilise la méthode des transits pour la détection d'exoplanètes, et le calcul du demi-grand axe se fait à partir de la période de révolution à l'aide des lois de Kepler. 

## Liens